# Lijst van burgemeesters van Giessenlanden
Dit is een lijst van burgemeesters van de voormalige Nederlandse gemeente Giessenlanden in de provincie Zuid-Holland. Deze gemeente ontstond in 1986 door een fusie van verscheidene gemeenten en ging op 1 januari 2019 op in de gemeente Molenlanden.
| Ambtsperiode       | Naam burgemeester         | Partij of stroming | Bijzonderheden                                  |
| ------------------ | ------------------------- | ------------------ | ----------------------------------------------- |
| 1986 - 2004        | Cees Bakker               | CDA                |                                                 |
| 2004 - 2013 (2014) | Els Boot                  | PvdA               | Afwezig wegens ziekte en niet meer teruggekeerd |
| 2013 - 2018        | W.E. (Werner) ten Kate    | VVD                | Waarnemend                                      |
| 2018 - 2019        | R.E.C. (Rinette) Reynvaan |                    | waarnemend                                      |